# Katedra Chemii Analitycznej Politechniki Gdańskiej

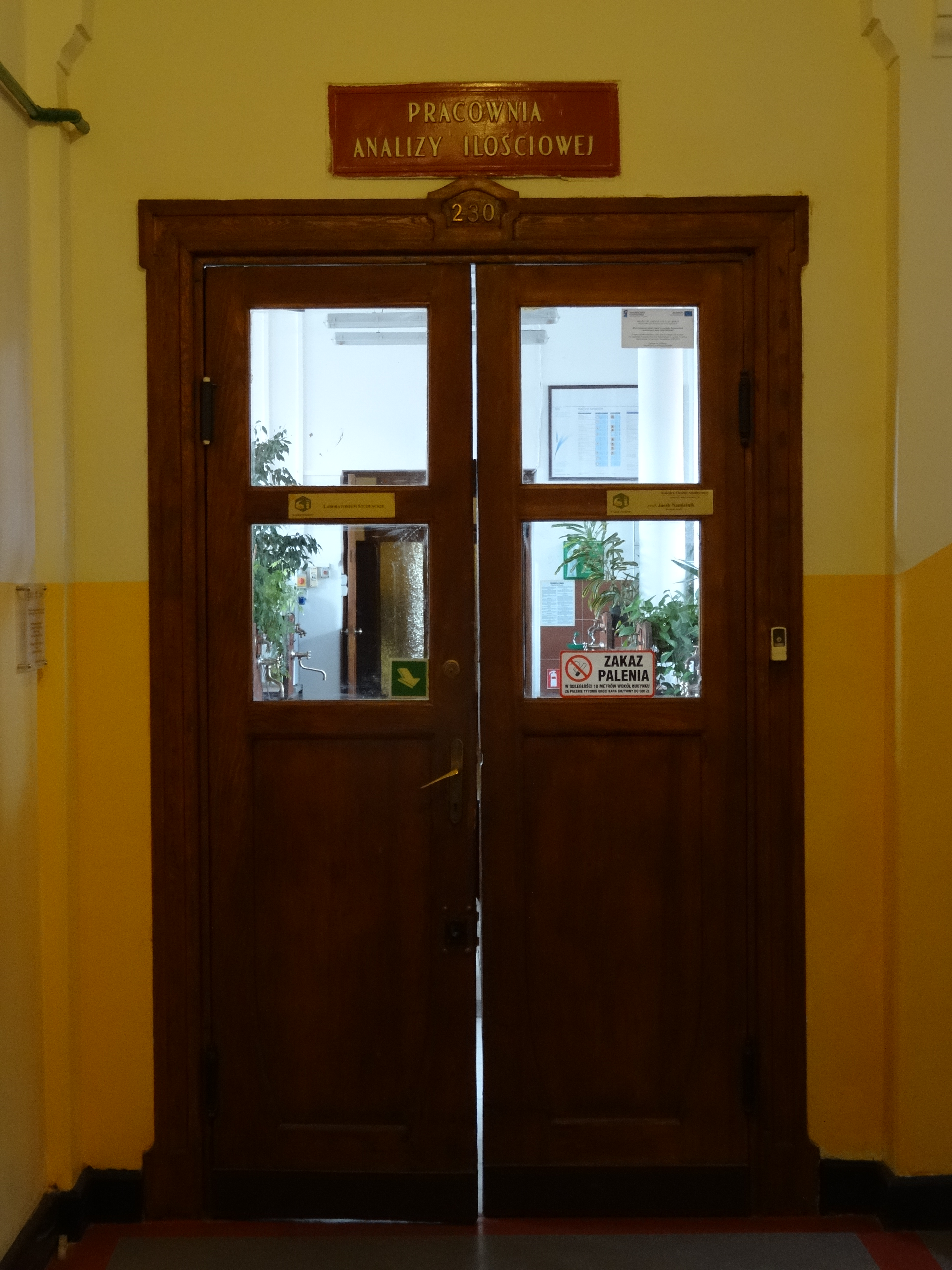
Wejście do laboratorium Katedry Chemii Analitycznej

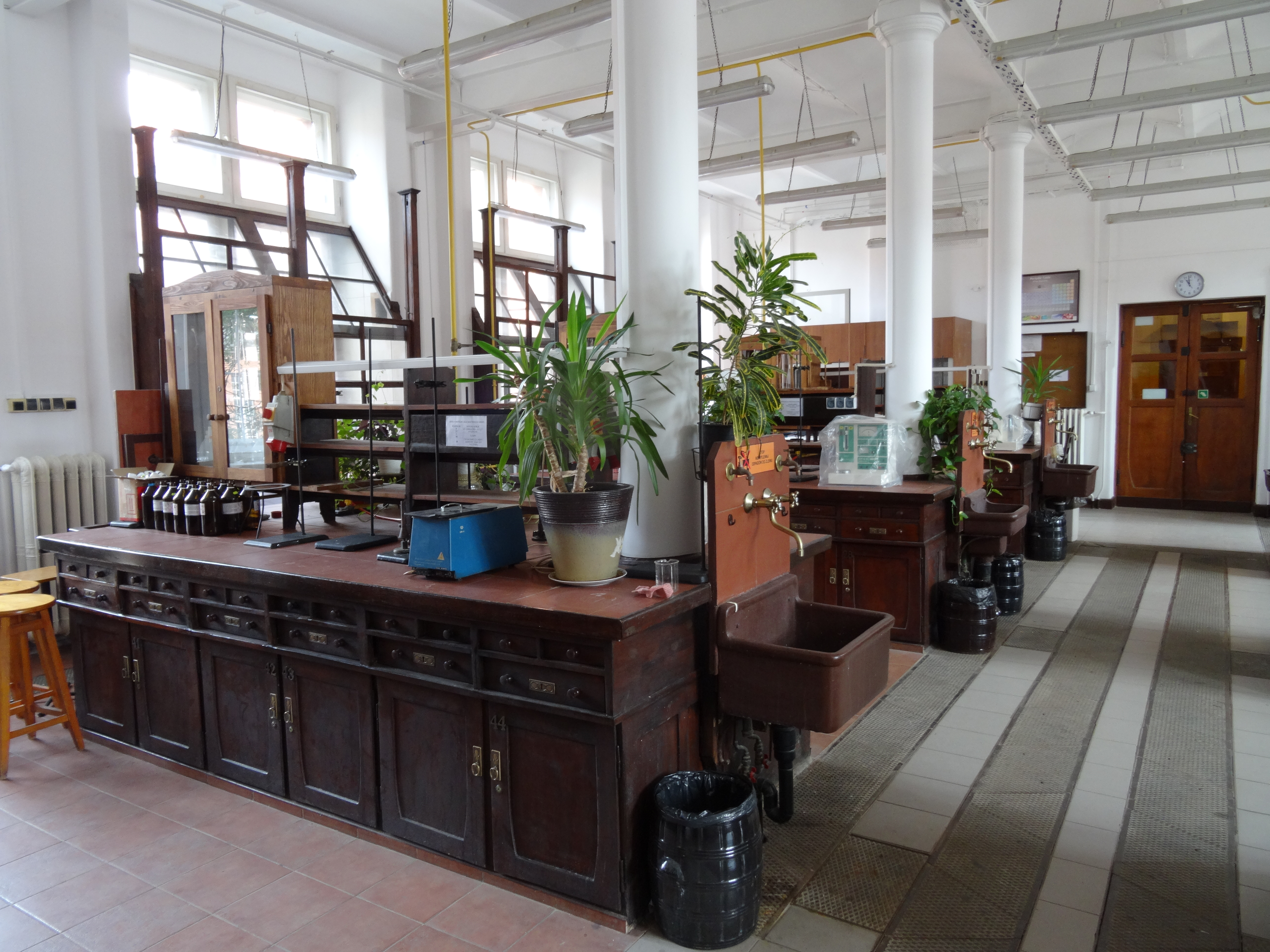
Laboratorium studenckie, oryginalny wystrój z 1904 r.

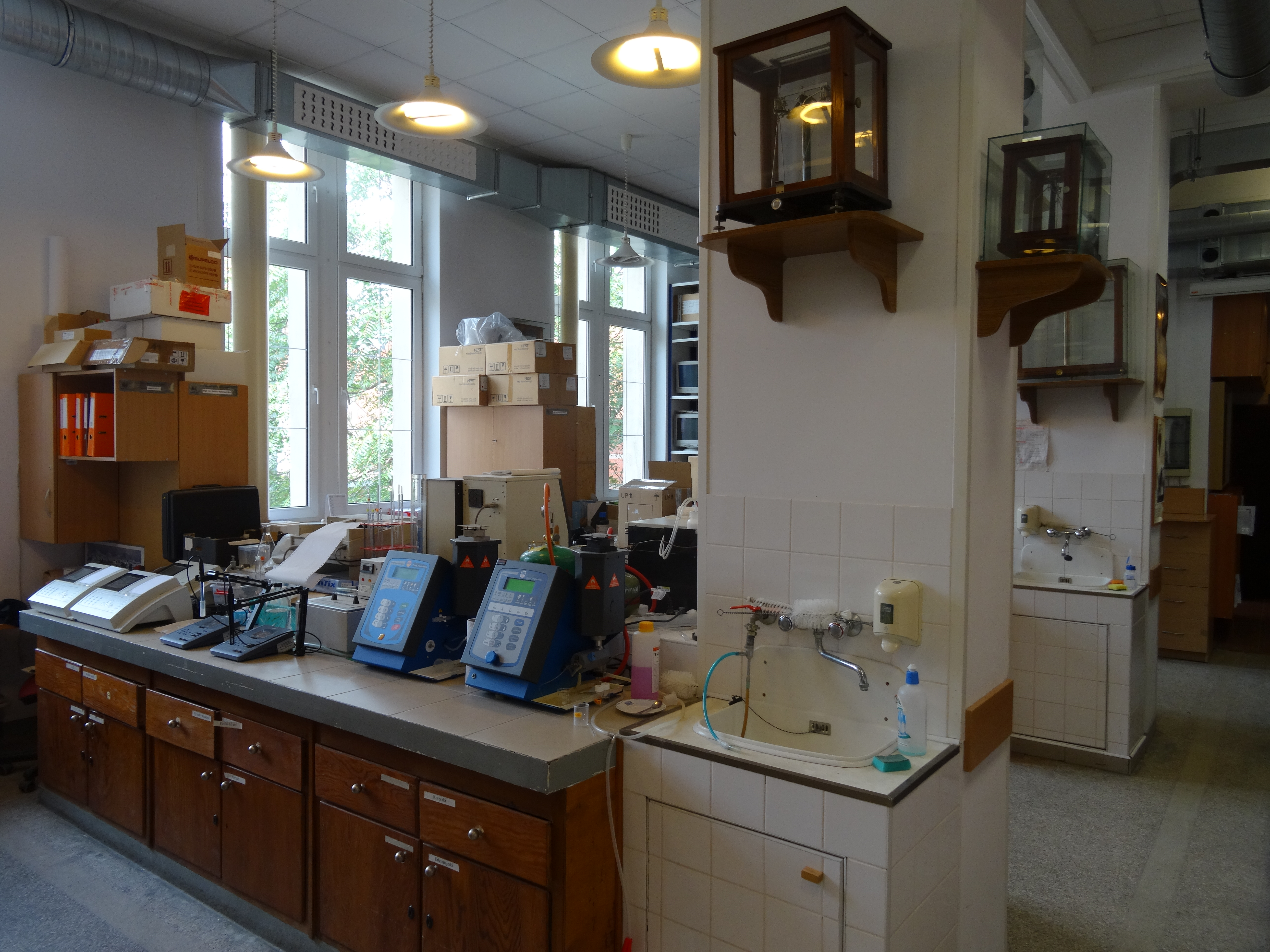
Laboratorium Katedry Chemii Analitycznej

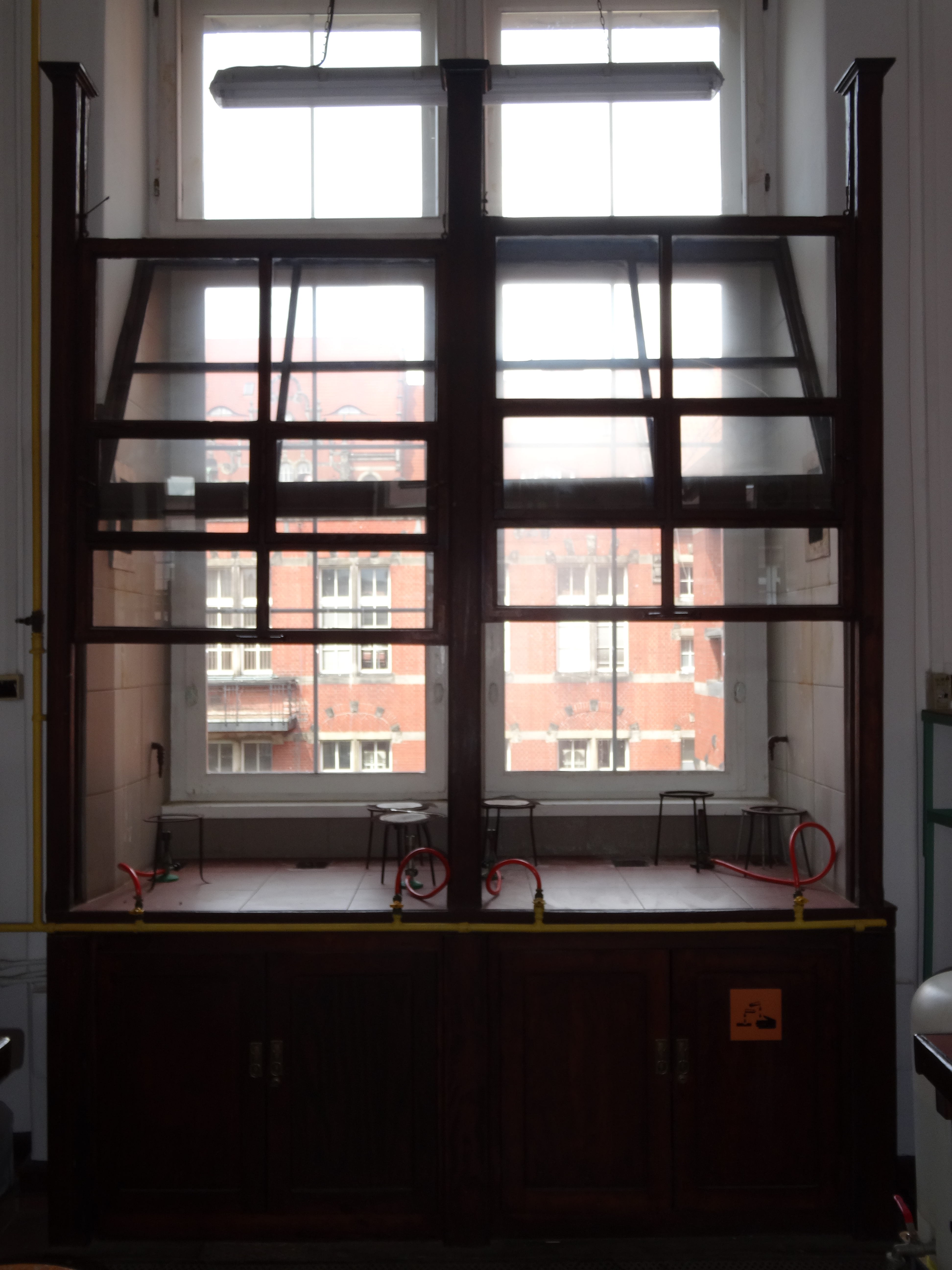
Drewniany wyciąg z 1904 roku w laboratorium Katedry Chemii Analitycznej Politechniki Gdańskiej

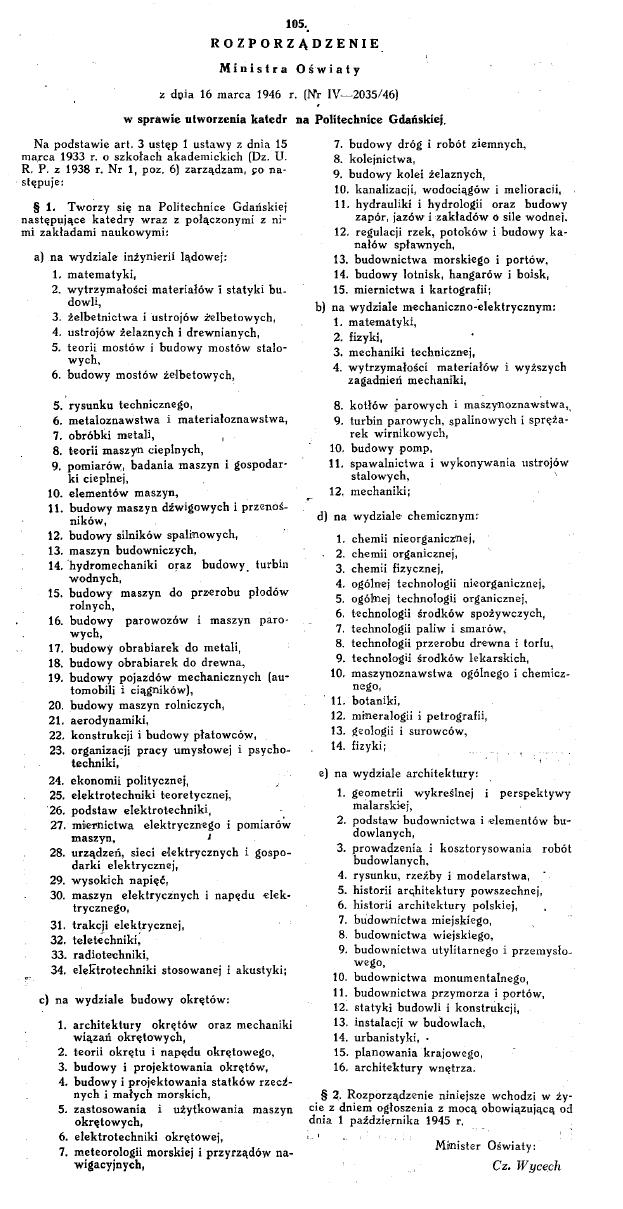
Rozporządzenie Ministra Oświaty z dn. 16 marca 1946 (Nr IV-2035/46), z mocą obowiązywania od 1 października 1945, w sprawie utworzenia katedr na Politechnice Gdańskiej. Dziennik Urzędowy Ministerstwa Oświaty nr 4, 1946, s. 145–146.

Katedra Chemii Analitycznej – jednostka organizacyjna Politechniki Gdańskiej (Wydział Chemiczny), prowadząca działalność naukową i dydaktyczną na obszarze obejmującym dyscypliny: chemia analityczna, analityka chemiczna, ilościowa mikroanaliza organiczna, analiza i monitoring zanieczyszczeń środowiska, chromatografia gazowa, chromatografia cieczowa, analiza śladów.

## Lokalizacja
Katedra Chemii Analitycznej Wydziału Chemicznego Politechniki Gdańskiej mieści się w budynku Stara Chemia, który obecnie oznaczony jest numerem 6 w kampusie Politechniki Gdańskiej. Kompleks pierwszych zabudowań Politechniki obejmował Gmach Główny, Wydział Chemiczny, Wydział Elektryczny oraz Laboratorium Technologii Maszyn. Otwarcie i pierwsza inauguracja dla czterech wydziałów (okrętowego, budownictwa, mechaniczno-elektrycznego i chemicznego) odbyły się 6 października 1904 roku.

## Historia

### Okres 1904-1945
Techniki analityczne towarzyszą nierozłącznie pracy chemików, toteż stosowane były od początku istnienia Wydziału Chemicznego, który powołany został wraz z utworzeniem w 1904 roku Politechniki (jako Królewskiej Pruskiej Wyższej Szkoły Technicznej, Königliche Preussische Technische Hochschule). Do 1918 roku Politechnika funkcjonowała jako pruska uczelnia, podporządkowana władzom w Berlinie (Kӧnigliche Technische Hochschule Danzig – 1904-1918).
Po I wojnie światowej uczelnia przyjęła nazwę Technische Hochschule zu Danzig – 1918-1921, a później Technische Hochschule der Freien Stadt Danzig 1921-1939, ale już wśród Polaków funkcjonowała nazwa Politechnika Gdańska. Obok studentów narodowości niemieckiej na uczelni studiowała znaczna grupa Polaków (od 14 do 36% ogółu studentów Politechniki) oraz Łotysze, Ukraińcy, Litwini i inni. W latach 1941–1945 uczelnia funkcjonowała jako wyższa szkoła rządowa Reichshochschule.

### Okres 1945-1969
Po II wojnie światowej, dekretem Rządu Tymczasowego z dnia 24 maja 1945 roku o przekształceniu Politechniki Gdańskiej w polską państwową szkołę akademicką, Politechnika w Gdańsku z okresu Wolnego Miasta Gdańska, a wraz z nią jej jednostki zostały przejęte i weszły w skład powojennej Politechniki Gdańskiej z zachowaniem uprawnień i zobowiązań.
W latach 1945–1969 podstawowymi jednostkami organizacyjnymi Wydziału Chemicznego były katedry, które mogły mieć w swej strukturze wewnętrznej zakłady. Wśród szesnastu katedr była Katedra i Zakład Analizy Technicznej i Towaroznawstwa utworzona w roku 1948, której działalność naukowa i dydaktyczna w części obejmowała również zagadnienia związane z chemią analityczną. Jej kierownikiem był ceniony i lubiany, zwłaszcza przez studentów, prof. Tadeusz Pompowski, absolwent Politechniki Lwowskiej. Swoją przygodę z Politechniką Gdańską rozpoczął w 1945 roku, był jednym z pionierów, którzy tworzyli Wydział Chemiczny. Dzięki doświadczeniu zawodowemu zdobytemu przed wojną posiadał doskonałą znajomość zagadnień dotyczących analizy chemicznej. Przygotowywał konspekty wykładów z zakresu ilościowej chemii analitycznej i analizy chemicznej. Doskonale sprawdzał się w roli kierownika katedry. Był człowiekiem żywiołowym i całym sercem zaangażowanym w intensywną pracę dydaktyczną i naukową.
W latach powojennych poziom finansowania nauki przez rząd był niezwykle skromny i niewystarczający do prowadzenia podstawowej działalności. Z tego względu pracownicy musieli sami zatroszczyć się o dodatkowe środki finansowe. Prof. Pompowski nawiązywał i stale umacniał współpracę z licznymi przedsiębiorstwami i instytucjami. On i jego współpracownicy (w większości byli to jego studenci) wykonywali na zlecenie różnego rodzaju ekspertyzy, prace badawcze i wydawali opinie. Dzięki współpracy z przemysłem katedra i wydział otrzymywały nagrody i specjalne fundusze przeznaczane na rozwój jednostki. Wykonywanie wielu prac badawczych o zastosowaniu praktycznym ułatwiało dostęp do odczynników i sprzętu. W laboratorium katedralnym odpłatnie przeprowadzano również pojedyncze i seryjne analizy dla przedsiębiorstw przemysłowych, które nie posiadały własnych laboratoriów. W latach 1945–1965 w Katedrze wykonano setki ekspertyz, w tym także sądowych, a także, według szacunków profesora Pompowskiego, około 15 000 analiz chemicznych próbek stali, stopów, rud żelaza, fosforytów, olejów i smarów, węgla, paliw płynnych, farb i lakierów, rozpuszczalników organicznych, kwasów i soli, gazów, wody, cementów, lateksu oraz wielu innych surowców i produktów. Na uwagę zasługuje fakt, że prowadzone ekspertyzy dotyczyły bardzo kosztownych i ważnych transakcji importowych i eksportowych, a wykonywane były dzięki wizytom na okrętach, statkach, w halach fabrycznych, w portach i stoczniach. Pracownicy wykonujący zlecone zadania byli przez to obarczeni niezwykłą odpowiedzialnością, zwłaszcza że w owych czasach jakiekolwiek normy i systemy kontroli i zapewnienia jakości były nieznane. Prawie za każdym razem należało opracować optymalną metodę badań analitycznych, sprawdzić ją, ocenić metrologicznie (jak dzisiaj mówimy – wykonywano co najmniej uproszczoną walidację), aby można ją było zastosować do rzeczywistego przypadku poddawanego ekspertyzie.

### Okres 1969-1991
Po tzw. „wypadkach marcowych” w 1968 roku i kampanii prasowej „feudałowie i wasale”, skierowanej przeciwko profesorom, władze zarządziły likwidację katedr i wprowadzenie struktury instytutowej we wszystkich polskich uczelniach. W tym czasie na Wydziale Chemicznym utworzono trzy instytuty. W jednym z nich, w Instytucie Inżynierii Chemicznej i Technik Pomiarowych, powstał Zakład Technik Analitycznych, w skład którego weszły trzy zespoły naukowe, doc. Edmunda Kozłowskiego (mikroanaliza), doc. Rafała Staszewskiego (chromatografia gazowa) oraz doc. Jerzego S. Kowalczyka (chromatografia cieczowa). W późniejszych latach (od roku 1979) istniały już tylko dwa Instytuty, a Zakład Technik Analitycznych przekształcono w Zakład Chemii Analitycznej Instytutu Chemii i Technologii Nieorganicznej, na bazie którego w roku 1991 powstała ostatecznie Katedra Chemii Analitycznej.
W tym czasie ramy organizacyjne chemii analitycznej jako samodzielnej, wyodrębnionej jednostki w obrębie wydziału nadał w 1969 roku twórca i kierownik Zakładu Technik Analitycznych, prof. dr hab. inż. Edmund Kozłowski – specjalista z zakresu mikroanalizy elementarnej. Wypromował siedmiu doktorów, a większość z nich została jego współpracownikami (B. Kobylińska-Mazurek, E. Sieńkowska-Zyskowska, M. Biziuk, J. Namieśnik, J.M. Maciak, M. Bownik, T. Górecki). Działalność naukowa zespołu prof. Kozłowskiego była związana z mikroanalizą organiczną, a w szczególności z opracowywaniem automatycznych metod mikroanalizy organicznej i możliwościami ich zastosowania do kontroli zanieczyszczeń środowiska. Pod jego kierownictwem rozwinął się prężny zespół opracowujący metody i konstruujący aparaty do analizy elementarnej węgla, wodoru, azotu, chlorowców i siarki (C, H, N, X, S) z wykorzystaniem techniki mineralizacji zapłonowej. Aparaty te (około 40) były wykorzystywane w wielu ośrodkach naukowych całej Polski (Warszawa, Gdańsk, Lublin, Radom, Gliwice). Prof. Kozłowski wraz z zespołem opracował również podstawy metodyczne oraz zastosowanie analizy fazy nadpowierzchniowej nad cienką warstwą cieczy (TLHS) do oznaczania lotnych związków chlorowcoorganicznych. Rozwinął i zastosował analizę elementarną do oznaczania wskaźników sumarycznych, które są wykorzystywane w analizie zanieczyszczeń środowiska. Zapoczątkowało to, rozwijany do chwili obecnej w Katedrze Chemii Analitycznej Politechniki Gdańskiej, kierunek badania zanieczyszczeń organicznych środowiska, odnoszący olbrzymie sukcesy zarówno w kraju, jak i za granicą.
Duży wkład w rozwój katedry w początkowym jej okresie i nadanie określonego profilu badawczego i dydaktycznego wnieśli dwaj inni wybitni naukowcy: prof. Jerzy S. Kowalczyk i prof. Rafał Staszewski.
Profesor Rafał Staszewski związany był z Politechniką Gdańską od okresu studiów na Wydziale Chemicznym (1945-1950) do 1989 r. Pracę w Katedrze Analizy Technicznej i Towaroznawstwa rozpoczął w roku 1952. Już jako magister odbył roczny staż naukowy w Instytucie Chemii Analitycznej Czechosłowackiej Akademii Nauk w Brnie u doc. dr. Jarosława Janaka, jednego z twórców chromatografii gazowej, metody która stała się jednym z ważniejszych narzędzi analitycznych o wielu zastosowaniach praktycznych. Współpracę tę kontynuował jeszcze po obronie pracy doktorskiej w 1963 roku a doc. J. Janak i niektórzy członkowie jego zespołu kilkukrotnie przebywali na gdańskiej uczelni. Zdobyte doświadczenie w zakresie chromatografii gazowej pozwoliło na rozpowszechnienie na Wydziale Chemicznym PG tej ważnej metody rozdzielania mieszanin, ale będącej jeszcze wtedy w okresie początkowego rozwoju, m.in. poprzez wprowadzenie do dydaktyki tzw. „chromatografu Janaka”. Główna tematyka badawcza zespołu naukowego prof. Staszewskiego dotyczyła opracowania metodyk oznaczania śladowych zawartości związków organicznych, ze szczególnym uwzględnieniem związków siarki, w produktach naftowych, wodzie i powietrzu oraz monitorowania organicznych i nieorganicznych zanieczyszczeń powietrza. Efektem tych badań było ok. 20 metodyk analitycznych, a także ekspertyzy oraz liczne publikacje w czasopismach naukowych o zasięgu krajowym i międzynarodowym. Zespół podjął również nowatorskie działania inżynierskie w zakresie projektowania i konstrukcji aparatury pomiarowej. Do najważniejszych osiągnięć zaliczyć należy konstrukcje detektorów do chromatografii gazowej (płomieniowo-fotometryczny oraz elektrochemiczny selektywny na związki siarki) oraz automatycznych monitorów ditlenku siarki i tlenków azotu, przystawki do ekstrakcji gazem (tzw. technika analizy fazy nadpowierzchniowej) oraz kilku wersji desorbera termicznego przystosowanego do współpracy z chromatografem gazowym. Duży wkład w prace konstrukcyjne miał inż. Wacław Janicki. W trakcie swojej pracy na PG prof. R. Staszewski wypromował sześciu doktorów: B. Zygmunt, W. Wardencki, C. Różycki, M. Zaremba, A. Przyjazny i W. Chrzanowski. Profesor Staszewski był znany również jako inicjator i organizator licznych, ogólnopolskich kursów chromatografii gazowej, pierwszego już w roku 1964. W okresie 25 lat uczestniczyło w nich ponad 1000 osób, zarówno z uczelni, jak i z przemysłu.
Prof. Jerzy S. Kowalczyk był jednym z pierwszych absolwentów, którzy w 1949 roku ukończyli studia na Wydziale Chemicznym Politechniki Gdańskiej. Kilka pierwszych lat po studiach pracował poza murami PG by ostatecznie powrócić na macierzysty wydział w 1958 roku, gdzie przechodził wszystkie kolejne etapy kariery nauczyciela akademickiego. Zainteresowania naukowe prof. Kowalczyka początkowo dotyczyły elektroforezy i jonoforezy białek oraz analitycznych zastosowań tych zjawisk. Przedmiotem habilitacji była magnetohydroelektroforeza. Z czasem coraz więcej uwagi poświęcał technikom chromatograficznym, a zwłaszcza chromatografii cieczowej, czego konsekwencją było utworzenie Zespołu Naukowo-Badawczego Chromatografii Cieczowej, którego został kierownikiem. Prof. J.S. Kowalczyk stał się autorytetem w dziedzinie chromatografii cieczowej. Prawdopodobnie jako pierwszy na świecie skonstruował, zorganizował wykonanie oraz zaprezentował na Wystawie z okazji XX-lecia Politechniki Gdańskiej prototyp pompowego, wysokociśnieniowego chromatografu cieczowego. Projekty aparatury do analitycznej, semipreparatywnej i preparatywnej wysokosprawnej chromatografii cieczowej (HPLC) opracowane w jego zespole zostały wdrożone do produkcji i były wytwarzane w krótkich seriach w latach 1975–1989. Wdrożone w 1975 roku do produkcji bezpompowe chromatografy analityczne były pierwszymi chromatografami cieczowymi wytwarzanymi w krajach RWPG. 13-osobowy zespół kierowany przez profesora Kowalczyka opracował, wykonał i scharakteryzował właściwości użytkowe różnego rodzaju modułów aparatury chromatograficznej w skali od analitycznej do procesowej (pompy, dozowniki, kolumny, detektory, systemy do programowania składu eluentu itp.). W latach 1982–1986 Zespół Chromatografii Cieczowej opracował dla zakładów Polfa w Kutnie technologię i aparaturę dla pierwszego w Polsce procesowego zastosowania ciśnieniowej chromatografii cieczowej do rozdzielania składników metanolowych ekstraktów z naparstnicy wełnistej (digitalis lanata) oraz z tzw. cebuli morskiej (drimia maritima) i otrzymywania czystych glikozydów nasercowych. Prof. Kowalczyk był również autorem szczegółowych programów dla studiów magisterskich oraz inicjatorem ogólnopolskich kursów chromatografii cieczowej, a także studium podyplomowego „Metody Instrumentalne w Analizie Śladów i Ochronie Środowiska”. Wypromował 7 doktorów: B. Makuch, B. Śledzińska, G. Herbut, K. Gazda, M. Kamiński, J. Klawiter oraz S. Bober.

## Okres po 1991 r.
Po śmierci prof. Kozłowskiego w roku 1995 kierownikiem katedry został prof. Jacek Namieśnik. Od tego czasu datuje się dalszy rozwój, którego owocem są liczne publikacje naukowe i doktoraty. Pracę w Katedrze prof. Namieśnik rozpoczął w 1972 roku. Podobnie jak prof. Kozłowski wszystkie szczeble kariery akademickiej przeszedł na macierzystym wydziale: doktor (1978), doktor habilitowany (1985), profesor nauk chemicznych (1995), profesor zwyczajny (1997). Prof. Namieśnik to jeden z najbardziej aktywnych polskich chemików, zarówno pod względem naukowym, dydaktycznym, kształcenia młodej kadry, jak i organizacji życia akademickiego. Wypromował 61 doktorów (13 jako współpromotor). W 2014 roku w Katedrze Chemii Analitycznej zatrudnionych było 11 samodzielnych pracowników naukowych, w tym 9 profesorów tytularnych.

## Struktura organizacyjna

### Kierownicy
- prof. dr hab. inż. Edmund Kozłowski (1969–1995)
- prof. dr hab. inż. Jacek Namieśnik (od 1995)

### Nazwy jednostki
- 1969–1979: Zakład Technik Analitycznych Instytutu Inżynierii Chemicznej i Technik Pomiarowych
- 1979–1991: Zakład Chemii Analitycznej Instytutu Chemii i Technologii Nieorganicznej
- od 1991: Katedra Chemii Analitycznej

### Pracownicy
Samodzielni pracownicy naukowi katedry (2017):
- prof. dr hab. inż. Marek Biziuk
- prof. dr hab. inż. Piotr Konieczka
- prof. dr hab. inż. Agata Kot-Wasik
- prof. dr hab. inż. Jacek Namieśnik
- prof. dr hab. inż. Żaneta Polkowska
- prof. dr hab. inż. Waldemar Wardencki
- prof. dr hab. inż. Bogdan Zygmunt
- prof. dr hab. inż. Bożena Zabiegała
- dr hab. inż. Andrzej Wasik

## Działalność dydaktyczna
Katedra Chemii Analitycznej realizuje znaczącą liczbę przedmiotów na wszystkich kierunkach kształcenia w ramach studiów stacjonarnych uruchomionych na Wydziale Chemicznym PG.
Ponadto w katedrze badania prowadzi ponad 30 doktorantów.

### Przedmioty
Wykłady i zajęcia dydaktyczne prowadzone są w języku polskim i angielskim.
- Wstęp do wiedzy o środowisku i ekologii
- Podstawy ochrony środowiska
- Ochrona środowiska w technologii chemicznej
- Technologie informacyjne
- Bezpieczeństwo pracy w przemyśle chemicznym i ergonomii
- Bezpieczeństwo i higiena pracy
- Environmental chemistry
- Chemia analityczna
- Analiza instrumentalna i opracowanie wyników
- Monitoring środowiska
- Nowoczesne techniki analityczne
- Angielska terminologia techniczna
- Monitoring i analityka zanieczyszczeń środowiska
- Analityka surowców i produktów budowlanych
- Novel analytical techniques/nowoczesne techniki analityczne
- Air Quality Control
- Water Quality Control
- Monitoring and Analysis of Environmental Pollutants
- Analityka procesowa
- Informatyka i obróbka danych
- Biologiczne metody w ocenie zanieczyszczeń środowiska
- Systemy zarządzania środowiskiem
- Chemia środowiska
- Czynniki szkodliwe i uciążliwe w środowisku pracy
- Techniki separacji

## Działalność naukowa
Główne obszary działalności naukowej Katedry Chemii Analitycznej, to: chemia analityczna, analityka chemiczna, ilościowa mikroanaliza organiczna, analiza i monitoring zanieczyszczeń środowiska, chromatografia gazowa, chromatografia cieczowa, analiza śladów. Działalność obejmuje badania w zakresie:
- opracowywania nowych metodyk analitycznych w zakresie analizy śladów oraz analityki i monitoringu środowiskowego
- projektowania, budowania oraz sprawdzania charakterystyki analitycznej prototypowych rozwiązań urządzeń kontrolno-pomiarowych
- oceny stopnia zanieczyszczenia poszczególnych elementów środowiska oraz badania procesów w nim zachodzących (transport zanieczyszczeń, przemiany chemiczne, biodegradacja)
- wytwarzania materiałów odniesienia do celów analitycznych
- organizacji badań międzylaboratoryjnych i testów biegłości
- oceny uciążliwości środowiskowej działalności laboratoriów analitycznych
- wykorzystania analitycznej ekoskali do porównawczej oceny procedur analitycznych
- badania autentyczności różnych produktów i wyrobów

## Aparatura analityczna
Pracownicy i doktoranci z Katedry Chemii Analitycznej oprócz opracowywania nowych metodyk analitycznych, tworzą również prototypy urządzeń analitycznych, służących m.in. do celów przemysłowych oraz diagnozowaniu stanu środowiska i występujących w nim zanieczyszczeń, a także ich wpływu na zdrowie człowieka, jak np. chromatografy.
Rozwiązania w zakresie metodyk i aparatury analitycznej uzyskały Nagrodę Naukową im. Jana Heweliusza. W zakresie zainteresowania naukowców jest też budowa urządzeń prototypowych, tj. aparat nazywany „elektronicznym nosem”, przeznaczony np. do ocen jakości surowców lub żywności. Istnieje możliwość jego zastosowania w czasie ocen zapachowej jakości powietrza atmosferycznego (w niektórych okolicznościach może zastąpić pomiary olfaktometryczne). Badania wykonywano m.in. w ramach prac nt. „Przenośny system e-nos do określania pochodzenia surowcowego destylatów rolniczych” (grant NCN, 2012) i „Monitoring uciążliwości zapachowej pochodzenia rafineryjno-bytowego w Aglomeracji Trójmiejskiej przy wykorzystaniu technologii elektronicznego nosa” (grant NCBR, 2013).
Wśród wyposażenia znajduje się chromatograf gazowy GCxGC-TOFMS, najnowocześniejszy (2016) w Polsce i jeden z dwóch dostępnych w kraju dwuwymiarowych chromatografów gazowych. Umożliwia on rozdzielanie złożonych mieszanin substancji chemicznych na podstawie dwóch mechanizmów retencji i efektywne oznaczanie składników próbek na ultraśladowym poziomie stężeń.

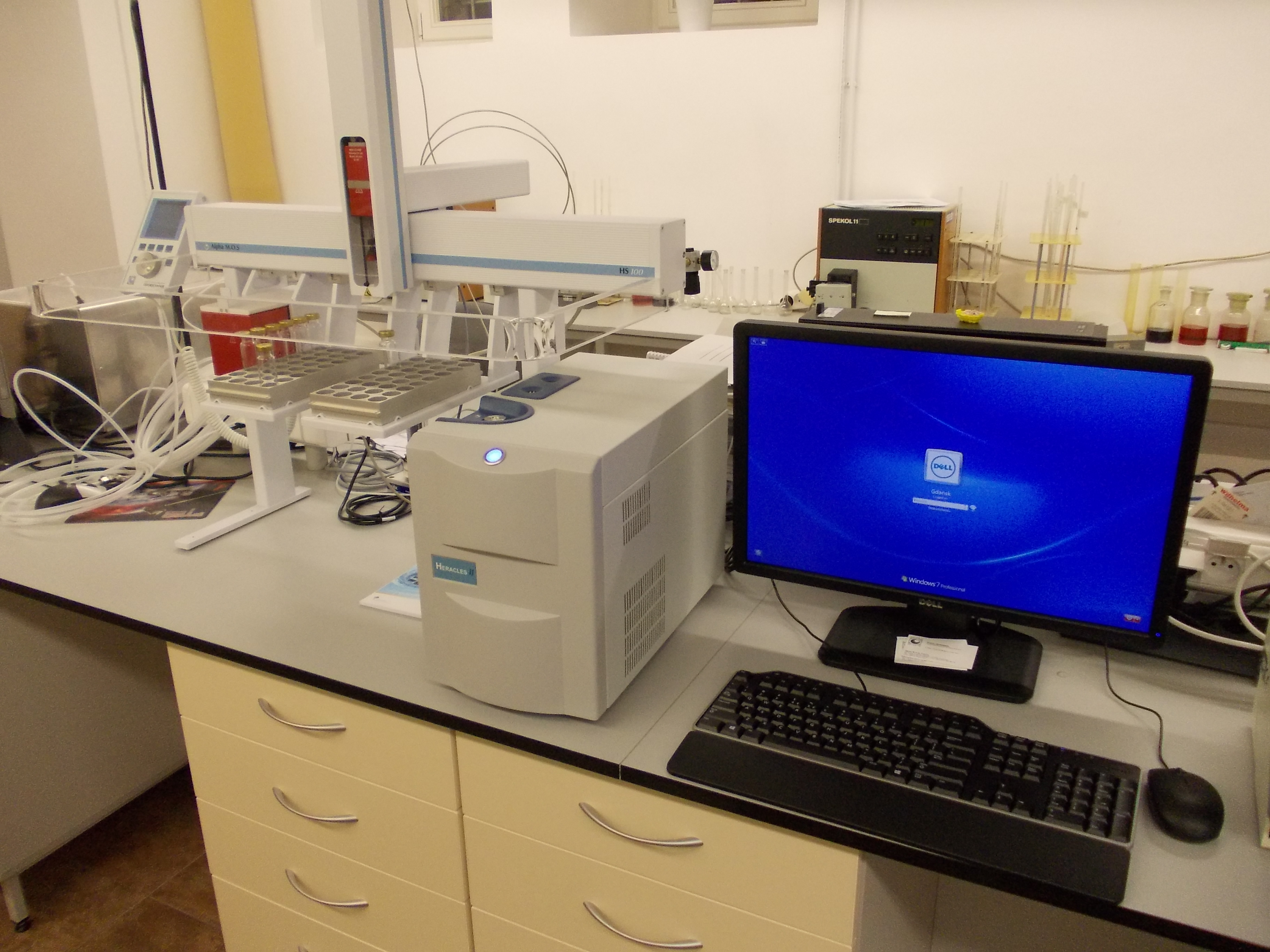
Elektroniczny nos typu Heracles II firmy Alpha MOS łączy cechy chromatografii gazowej z zaletami elektronicznych nosów; umożliwia dokonanie klasyfikacji próbek w czasie kilku do kilkudziesięciu sekund
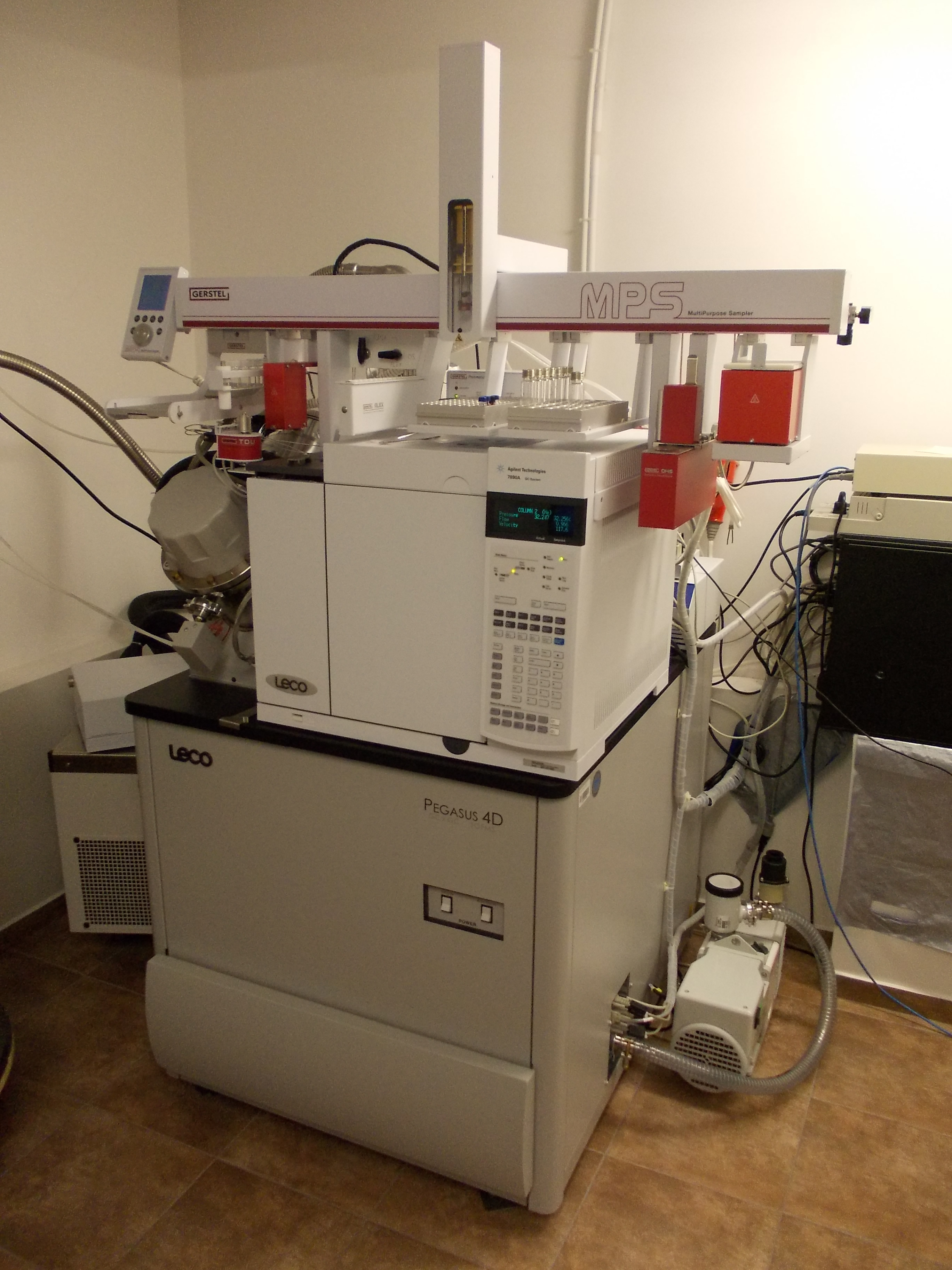
Dwuwymiarowy chromatograf gazowy umożliwia rozdzielanie złożonych mieszanin substancji chemicznych wykorzystując dwa mechanizmy retencji oraz oznaczanie składników próbek na ultraśladowym poziomie stężeń
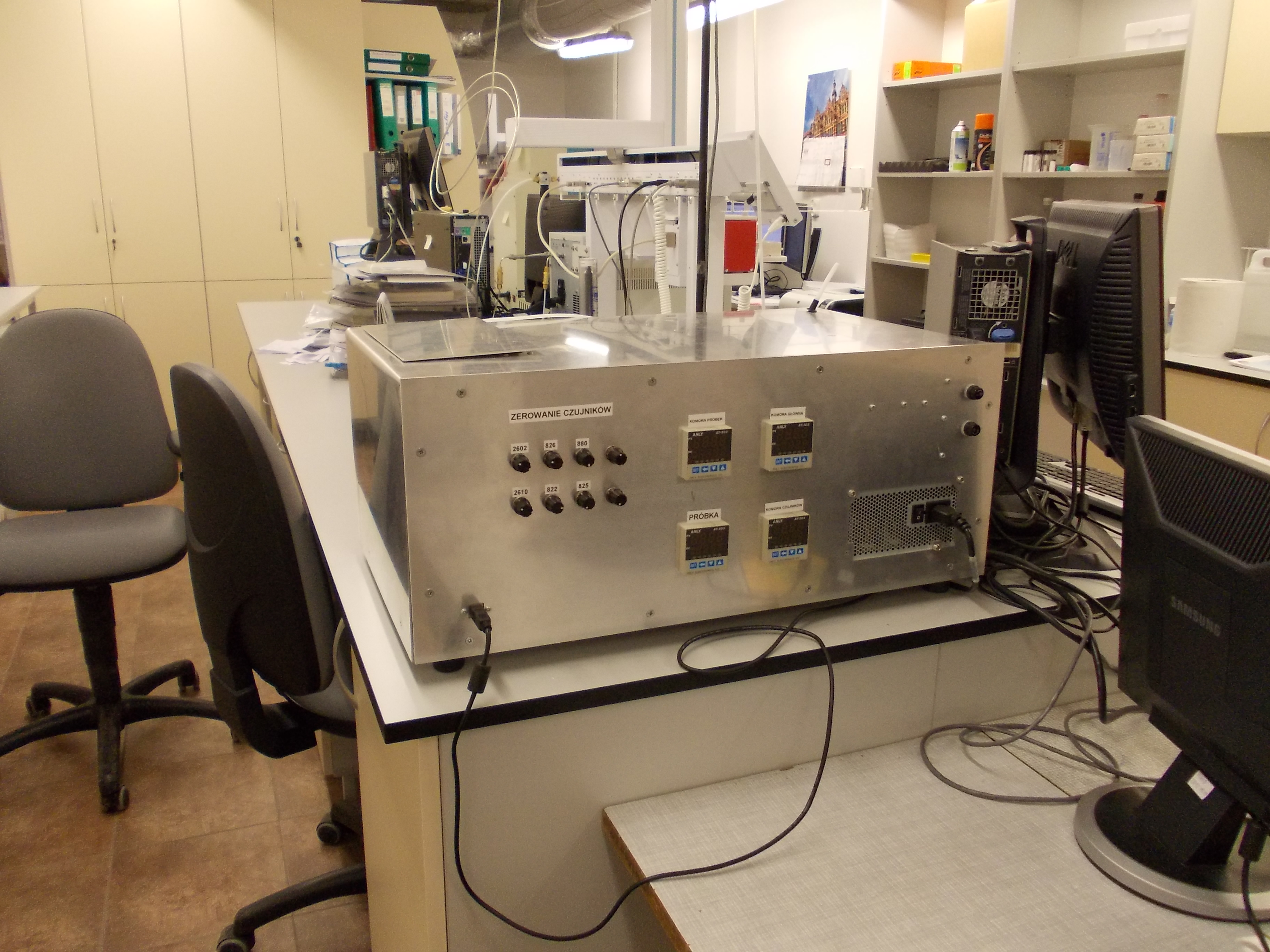
Prototyp elektronicznego nosa skonstruowany w Katedrze Chemii Analitycznej Wydziału Chemicznego Politechniki Gdańskiej umożliwia dokonanie szybkiej klasyfikacji próbek środowiskowych lub żywności
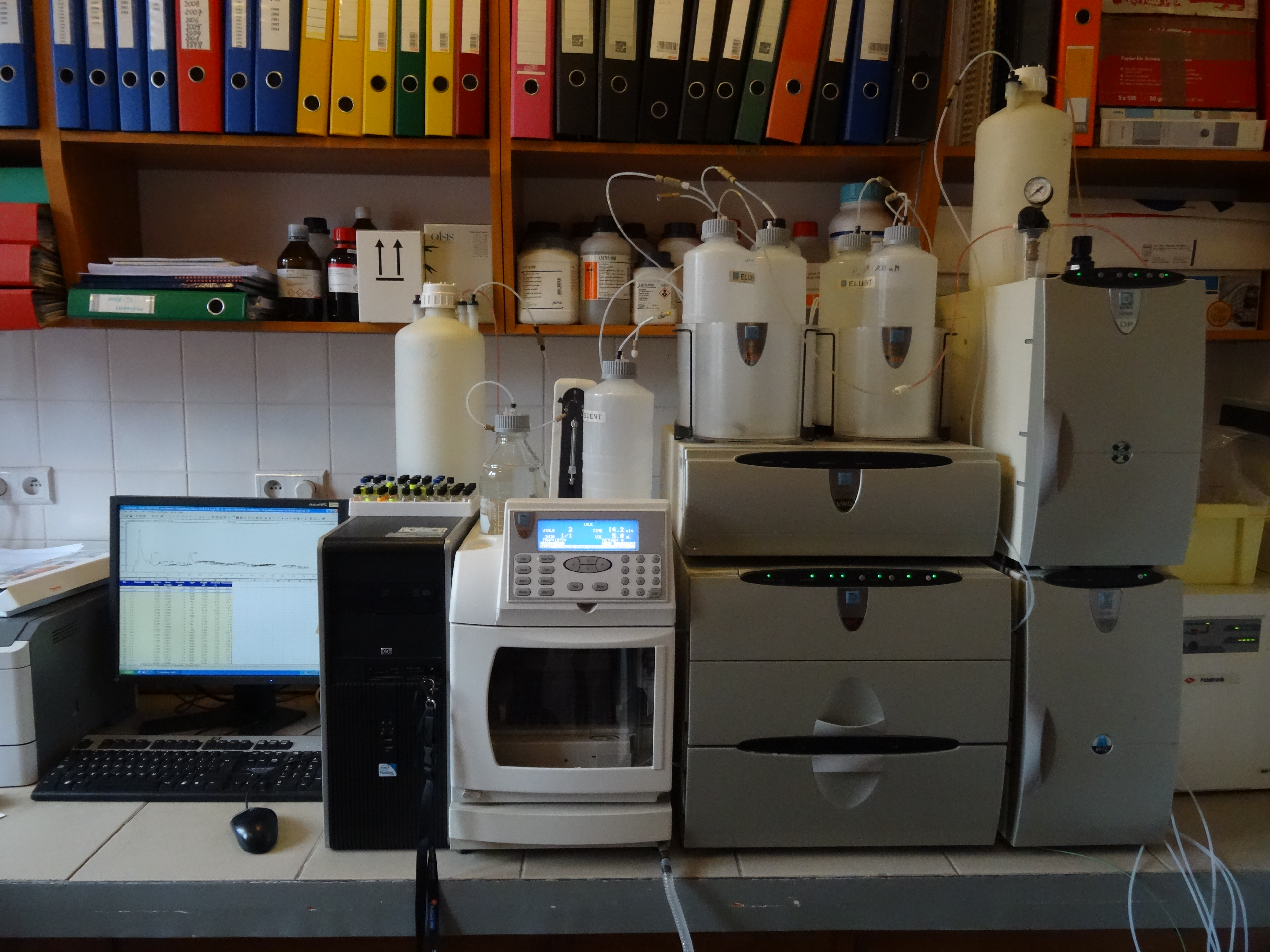
Chromatograf jonowy Dionex ICS-3000 jest dostosowany do pracy w szerokiej i zwiększającej się liczbie aplikacji (oznaczenia podstawowych kationów i anionów, jonów cyjankowych czy amin pochodzenia petrochemicznego). Rozbudowa do systemu podwójnego umożliwia jednoczesne oznaczanie anionów i kationów, a także dwuwymiarową chromatografię jonową

## Konferencje naukowe organizowane przez Katedrę Chemii Analitycznej
Do 2016 roku Katedra Chemii Analitycznej organizowała następujące konferencje naukowe:
- 35th International Symposium on Environmental Analytical Chemistry – ISEAC 2008
- 15th International Conference on Heavy Metals in the Environment – ICHMET 2010
- 15th Workshop on Progress in Trace Metal Speciation for Environmental Analytical Chemistry – TRACESPEC 2016

## Publikacje
Pracownicy Katedry Chemii Analitycznej publikują oprócz artykułów naukowych również skrypty, podręczniki i książki z zakresu ich specjalności.

## Usługi i ekspertyzy
W zakres oferowanych usług i ekspertyz wchodzą m.in.:
- Analiza jakościowa i ilościowa próbek materiałów o różnym składzie i różnego pochodzenia
- Ocena jakości wody pitnej
- Oznaczanie składników śladowych w gazach, cieczach i materiałach stałych
- Ocena jakości powietrza atmosferycznego (pomiary imisji)
- Pobieranie próbek oraz oznaczanie składu gazów odlotowych (pomiary emisji)
- Oznaczanie zanieczyszczeń powietrza wewnętrznego (powietrze pomieszczeń przeznaczonych na pobyt stały ludzi)
- Określanie stanu atmosfery na stanowiskach pracy
- Budowa specjalnych modułów współpracujących z chromatografami gazowymi oraz cieczowymi przeznaczonymi do: izolacji i wzbogacania analitów śladowych, osuszania strumienia gazów (osuszalniki permeacyjne), oczyszczania strumienia gazów (zespoły filtrów), odtleniania strumienia gazów, uwalniania analitów (desorbery termiczne)
- Budowa i testowanie generatorów gazowych mieszanin wzorcowych
- Opracowywanie nowych procedur analitycznych w zakresie analityki śladów i analityki środowiskowej
- Szkolenie personelu w zakresie obsługi szerokiej gamy sprzętu analitycznego
- Przygotowywanie ekspertyz typu „Ocena oddziaływania na środowisko” – OOŚ

## Szkolenia
W odpowiedzi na zapotrzebowanie przemysłu w Katedrze Chemii Analitycznej prowadzone są szkolenia o szerokim zakresie tematycznym.

## Współpraca międzynarodowa

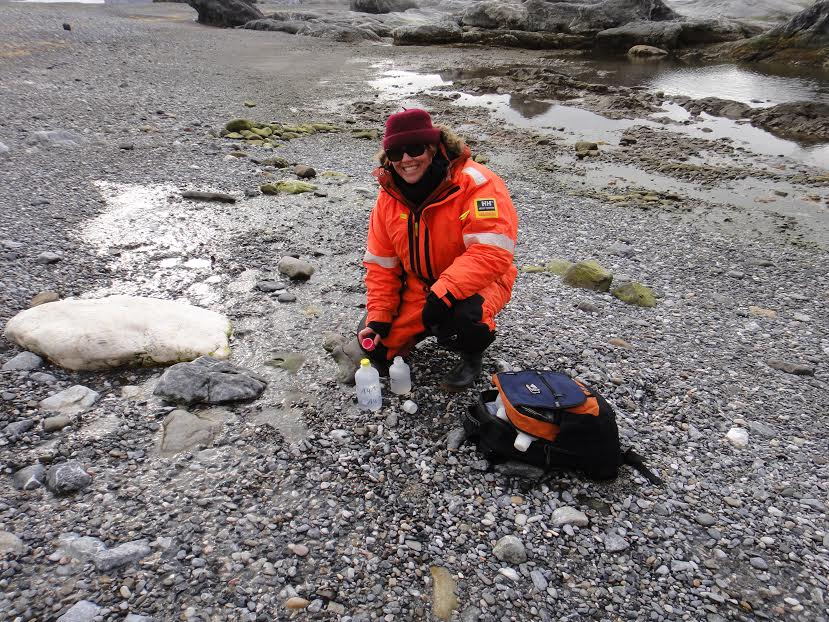
Pobieranie próbek, Hornsund

Pracownicy, doktoranci oraz studenci, skupieni wokół Katedry Chemii Analitycznej biorą udział w szeregu projektów i grantów międzynarodowych, m.in.:
- 2001–2003 „European catchments. Catchments changes and their impact on the coast – EUROCAT”.
- 2001–2002 „Workplace monitoring and occupational health studies at some selected phosphate fertilizer plants using nuclear and related analytical techniques”.
- 2002–2003 „Training on the production and use of reference materials in newly associated states TRAP – NAS”.
- 2003–2005 „The European virtual institute for reference materials – VI – RM”.
- 2003–2005 „Improving the infrastructure for metrology in chemistry in the candidate new member states – QUA – NAS”.
- 2003–2005 „Center of Excellence in Environmental Analytics and Monitoring – CEEAM”[21]
- 2006–2009 „European Lifestyles and Marine Ecosystems – ELME”
- „European Master in Quality in Analytical Laboratories – EMQAL”, grant dydaktyczny.

## Badania polarne

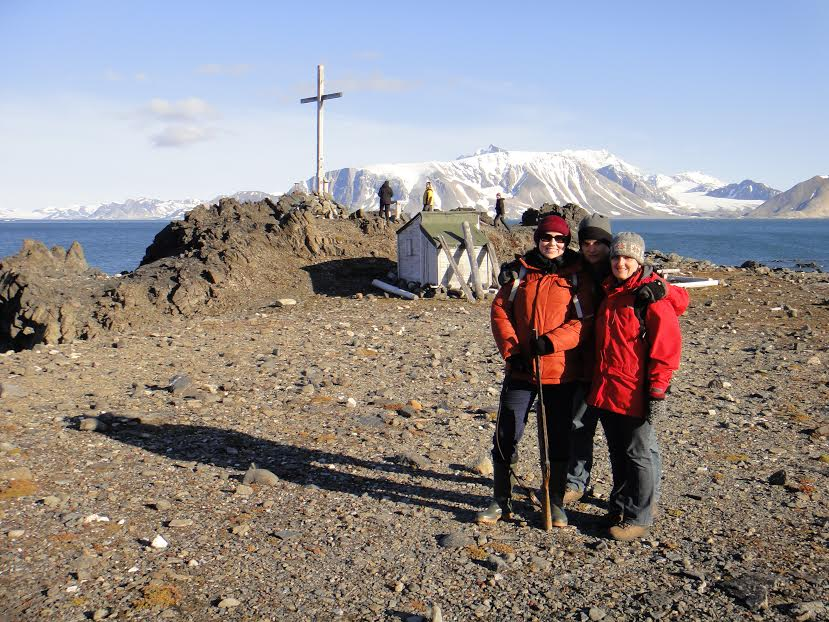
Pracownicy Katedry w czasie pobytu na Spitsbergenie

Zespół z Katedry Chemii Analitycznej wchodzi w skład Polskiego Konsorcjum Polarnego. Pracownicy i doktoranci biorą udział w wyprawach polarnych i zajmują się badaniami analitycznymi środowiska arktycznego na terenie wyspy Spitsbergen, położonej w archipelagu Svalbard.